# Кривий Микола Васильович
Криви́й Мико́ла Васи́льович (нар. 19 грудня 1948 — пом. 21 квітня 2025) — український журналіст, літератор, ведучий телепрограм, член НСЖУ (1968), громадсько-політичний діяч. Заслужений журналіст України (2011).Член Національної спілки письменників України (2016).

## Біографія
Народився 19 грудня 1948 року в с. Коболчин Сокирянського району Чернівецької області.
Після закінчення школи (1963) навчався у Чернівецькому медичному училищі й співпрацював з газетами «Радянська Буковина», «Молодий буковинець».
У 1965—1967 рр. працював у Кельменецькій районній газеті «Наддністрянська правда»: коректор, літературний працівник, завідувач відділу. У 1967 р. вступив на факультет журналістики Львівського державного університету ім. Івана Франка.
З 1972 р. — заступник редактора районної газети «Радянське село» у м. Сторожинець Чернівецької області; з 1973 р.- кореспондент газети «Молодий буковинець» у м. Чернівці; з 1973 р.- інструктор, завідувач відділу обкому ЛКСМ України у м. Рівне; з 1978 — інструктор, консультант, завідувач відділу пропаганди і агітації, згодом ідеологічного відділу обкому Компартії України у м. Рівне; з 1990 р. — головний редактор газети «Фурор», головний редактор телекомпанії «10 канал, ЛТД» у Рівному, відтак — головний редактор ТРК «Сфера ТВ».
Був ведучим популярного телевізійного ток-шоу «Зблизька», автор програми «В обіймах світла». Учасниками його передач були відомі політичні, громадські діячі, письменники, інші знамениті люди. Серед них — Леонід Кравчук, Леонід Кучма, Віктор Ющенко, Юлія Тимошенко, Олександр Мороз, Борис Олійник, Віталій Коротич.
Помер 21 квітня 2025 року.

## Освіта
- Коболчинська середня школа.
- Чернівецьке медичне училище.
- Львівський державний університет.
- Вища партійна школа при ЦК КПУ.

## Нагороди і почесні звання
- Заслужений журналіст України (2011)[1]
- Лауреат літературної премії ім. М. Чабанівського (2011)[2]

## Публіцистичні книги
- «Ідеолог — вихователь в умовах перебудови»(1989).
- «Що скажем людям?» (1990).

## Літературні твори
- 2005 — «Лінька одужала». — ISBN 966-8883-04-7.
- 2006 — «Біля чужої криниці». — ISBN 966-8883-16-0.
- 2007 — «Кумедне дитя».— ISBN 978-966-96738-8-6.
- 2007 — «Хто вкрав місяць?». — ISBN 978-966-2096-15-6.
- 2008 — «Снять соненята сни». — ISBN 978-966-2096-27-9.
- 2008 — «Дядько, що розганяє машини». — ISBN 978-966-2096-33-0.
- 2008 — «Метелик і Павук». — ISBN 978-966-2096-48-4.
- 2008 — «Добрий дятел». — ISBN 978-966-2096-47-7.
- 2008 — «Недопите вино».— ISBN 978-966-2096-39-2.
- 2008 — «Зарубки на серці». — ISBN 978-966-416-152-4.
- 2009 — «Шафа для жирафа». — ISBN 978-966-416-180-7.
- 2014 — «Табу на жінок»: роман. — ISBN 978-966-8179-86-7.
- 2015 — «Дірка від кохання»: гумор та сатира.
- 2016 — «Буковина кличе»: нариси, есеї, повість, оповідання.